# Sue Chaloner
Sue Chaloner (Londen, 12 maart 1953 – 1 april 2024) was een Brits-Nederlands popzangeres, vooral bekend van het duo Spooky and Sue uit de jaren zeventig.

## Biografie
Chaloner werd geboren in Londen, te vondeling gelegd en door een Brits gezin geadopteerd. In haar tweede levensjaar trad ze voor het eerst op in een reclamespotje. Een jaar later zat ze al op klassiek ballet. Chaloner volgde een opleiding aan de Aïda Academy of Arts in Londen. In 1969 kreeg ze de hoofdrol in de Engelse versie van Hair, waarmee ze na 600 voorstellingen het Olympisch Stadion in Amsterdam aandeed. Ze besloot in Amsterdam te blijven wonen. In 1974 vormde ze met de Arubaan Iwan Groeneveld het duo Spooky and Sue. De hits Swinging on a Star, You Talk Too Much en I've Got the Need veroverden de hitparade. In 1976 deden Spooky and Sue mee aan het Nationaal Songfestival met het liedje Do You Dig It. Hierna ging het duo uit elkaar.
Chaloner probeerde hierop een solocarrière van de grond te krijgen met de single Tip for the Top uit 1979. Dit wilde niet lukken en ze probeerde het nog eens met de single What I Know. In 1986 werd ze door Jaap Eggermont gevraagd om de titelsong voor de Nederlandse film Mama is boos! in te zingen (Don't Try to Change Me), waarmee Chaloner een kleine hit te pakken had. De jaren daarna kwam ze nog met de singles Primitive en Lost in Your Love.
Begin jaren negentig bracht Chaloner haar eerste solo-cd uit, getiteld Appreciation. Dit album flopte in Nederland maar werd in Amerika wel een succes.
Chaloner was achtergrondzangeres en trad op met haar eigen band Soul Train. Ook was ze lerares in dans, zang en drama voor tieners.
Chaloner overleed op 1 april 2024 op 71-jarige leeftijd.

## Privéleven
Sue Chaloner was gehuwd met toetsenist Hans Jansen (Spin). Ze was de moeder van voetbaltrainer Pascal Jansen.

## Discografie

### Singles
- 1977 - Give Me Love (onder de naam Sue Royce)
- 1979 - Tip for the Top
- 1981 - What I Know
- 1984 - Missin' Mr. Marley
- 1986 - Don't Try to Change Me (titelsong van Mama is boos!)
- 1987 - Lost in Your Love
- 1987 - Primitive
- 1991 - Answer My Prayer
- 1991 - I Wanna Thank You
- 1992 - It's Over Now
- 1992 - Appreciation
- 1992 - Living on the Edge
- 1993 - Move On Up

### Albums
- 1992 - Appreciation